# Gonaxia australis
Gonaxia australis is een hydroïdpoliep uit de familie Sertulariidae. De poliep komt uit het geslacht Gonaxia. Gonaxia australis werd in 2003 voor het eerst wetenschappelijk beschreven door Vervoort & Watson. 